# Trattato di Unkiar-Skelessi
Il trattato di Unkiar Skelessi (assai più correttamente Hünkâr İskelesi, secondo l'attuale grafia in caratteri latini vigente in Turchia e secondo la reale pronuncia, con debole accento sulle ultime sillabe) è un trattato che fu firmato l'8 luglio 1833 in un grazioso sobborgo del Bosforo da Impero russo e Impero ottomano in seguito alla fine della guerra russo-turca del 1828-1829, scoppiata a causa delle lotta dei greci per l'indipendenza.
Con questo trattato l'Impero russo e l'Impero ottomano si promettevano assistenza reciproca in caso di attacco. In particolare, un articolo segreto prevedeva che gli ottomani potessero non intervenire inviando truppe ma che dovessero comunque chiudere lo stretto dei Dardanelli alle navi non russe.
La Gran Bretagna e la Francia temevano che grazie a questo trattato la Russia avesse ottenuto dall'Impero ottomano il permesso di inviare navi da guerra attraverso lo stretto dei Dardanelli. Questi dubbi verranno superati solo nel 1841 con la convenzione di Londra sugli Stretti.

## Antefatti storici

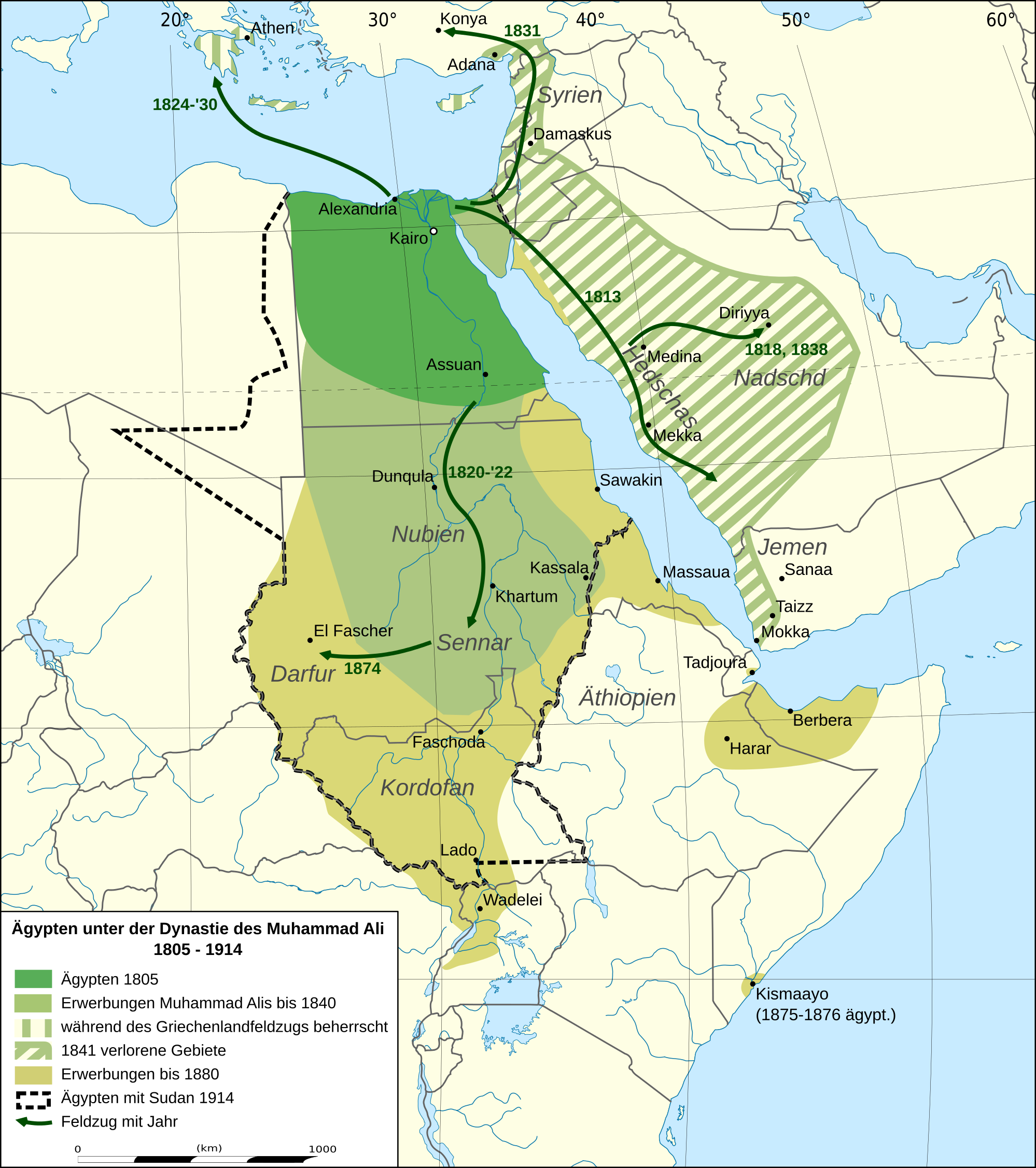
L'Egitto sotto Mehmet Ali.

Mehmet Ali, sovrano vassallo dell'Impero Ottomano, stava cercando di aumentare il suo potere personale per ottenere il controllo su Palestina, Siria e Arabia. Per giustificare l'assalto usò il pretesto di una disputa personale con il pascià di Acri.

### Avanzamento egiziano
Alla fine del 1831, inviò il suo esercito appena riformato verso la Siria, sotto il comando di suo figlio Ibrahim Pasha, causando la guerra egiziano-ottomana (1831-1833) contro il sultano ottomano Mahmud II. Le forze di Ibrahim conquistarono rapidamente Gaza e Gerusalemme, e assediarono con successo Acri prima di marciare su Aleppo e Damasco. Al 18 giugno 1832, Ibrahim riuscì ad assoggettare sotto il suo controllo tutta la Siria. Per un periodo l'esercito egiziano si fermò mentre Mehmed Ali tentava di negoziare con il Sultano. Tuttavia, una volta che divenne chiaro che negoziazioni diplomatiche fallirono, Ibrahim condusse le sue forze nella stessa Anatolia dove radunò gli oppositori del Sultano e conquistò la città di Konya il 21 novembre. Mahmud II inviò un grande esercito per cercare di fermare l'avanzata egiziana, ma fu schiacciato nella battaglia di Konya il 21 dicembre. Ibrahim continuò la sua avanzata fino a quando non si trovò a breve distanza da Istanbul, la capitale ottomana.

### Reazioni
Il panico si diffuse nella città imperiale mentre l'esercito egiziano si avvicinava alla sede dell'autorità ottomana. Mahmud II inviò urgentemente le richieste di assistenza sia alla Gran Bretagna che alla Francia che però rifiutarono a causa di preoccupazioni interne e del coinvolgimento di entrambe le nazioni nella gestione dello stato delle cose dopo la rivoluzione belga appena conclusa. Ciò non lasciò altra scelta al Sultano se non quella di chiedere assistenza al suo ex nemico, la Russia. Secondo Bailey, la risposta dello zar fu così positiva e rapida, che Mahmud II esitò ad accettare, credendo che potesse essere una trappola. Tuttavia, il Sultano era disposto ad accogliere qualsiasi aiuto che potesse ricevere e accettò l'offerta russa. Lo zar inviò immediatamente una considerevole forza di truppe per bloccare la potenziale avanzata egiziana su Istanbul. L'avanzata russa indusse Ibrahim a decidere di iniziare a negoziare con il Sultano piuttosto che rischiare una battaglia con i russi. In questo mondo, la semplice presenza di truppe russe fu sufficiente a fermare l'assalto egiziano.

### Reazione europea
La presenza di truppe russe così vicine alla capitale ottomana preoccupò notevolmente anche Gran Bretagna e Francia. La vista di una potenziale minaccia costrinse le due nazioni ad agire. Lord Palmerston, il ministro degli Esteri britannico, guidò tale sforzo ed esercitò forti pressioni diplomatiche "affinché il Sultano insistesse sul ritiro russo, in cambio di concessioni a Mehmed Ali e di una garanzia anglo-francese contro la sua ulteriore invasione". Tuttavia, la diplomazia non fu l'unico strumento che impiegavano, poiché sia gli inglesi che i francesi spedirono le loro flotte nei Dardanelli. Questa azione servì al duplice scopo di costringere il Sultano ad accettare la loro esigente proposta, minacciando anche i russi e di controllare ogni ulteriore azione militare che avrebbero potuto intraprendere.

### Conseguenze del conflitto e intervento
Il Sultano alla fine si sottomise, il che portò alla pace di Kütahya nel maggio 1833, che concesse ufficialmente a Mehmed Alì il controllo della Siria, Adana, Tripoli, Creta e l'Egitto, sebbene questi titoli non fossero garantiti come ereditari alla sua morte. Non appena venne stabilita questa pace, i russi iniziarono il processo di ritiro delle loro truppe dal territorio ottomano. Sembrava che le cose fossero arrivate a una fine ragionevole, ma subito dopo il ritiro di tutte le truppe russe, il governo britannico venne a sapere che due giorni prima del completamento di tale evacuazione, il sultano Mahmud II aveva firmato il Trattato di Hünkâr İskelesi con lo zar Nicola I. Questa consapevolezza allarmò i leader britannici, poiché sembrava indicare che la Russia deteneva da quel momento un'enorme influenza sull'impero ottomano e sui loro affari.

## Trattato
Il trattato rapidamente negoziato, firmato l'8 luglio 1833, consisteva principalmente in un'alleanza difensiva tra la Russia e l'Impero Ottomano che inizialmente doveva durare otto anni, e che includeva gli impegni a discutere reciprocamente le questioni relative alla sicurezza. Ciò univa i due imperi in modo significativo e sembrava dare ai russi l'opportunità di futuri interventi militari nell'impero ottomano, rendendolo di fatto un protettorato dello stato russo. Sebbene questa parte del trattato fosse di per sé importante, la caratteristica più significativa era il suo articolo segreto.

Il Bosforo (rosso), i Dardanelli (giallo) e il Mar di Marmara in mezzo, sono noti collettivamente come gli "Stretti turchi". Nell'immagine vengono mostrati i confini moderni.

### L'Articolo segreto
Questo articolo richiedeva un'alternativa al supporto militare ottomano secondo i termini del trattato; invece di inviare truppe e armi a sostegno dei loro alleati russi, gli ottomani avrebbero chiuso i Dardanelli a tutte le navi da guerra straniere al comando della Russia. 

#### Interpretazioni dell'Articolo segreto
Questo articolo fu molto controverso e il suo vero significato è ancora oggetto di dibattito. Vi è disaccordo su quali sarebbero stati esattamente i termini della chiusura dei Dardanelli. Alcuni interpretano la mancanza di una menzione specifica delle navi da guerra russe nel senso che le loro navi non erano incluse tra quelle a cui era stato vietato il passaggio attraverso i Dardanelli. Altri sottolineano che questa stessa mancanza di una qualsiasi disposizione specifica per le navi da guerra russe indica che il trattato non concedeva a esse alcun diritto speciale. C'è anche un dibattito su cosa si intende con la frase nel testo "in caso di bisogno". Alcuni credono che ciò si riferisse al caso che la Russia fosse stata in guerra, mentre un'altra interpretazione fu che i Dardanelli sarebbero stati chiusi alle navi da guerra straniere in ogni momento. Queste speculazioni iniziarono quando gli inglesi scoprirono l'intera portata del trattato. L'articolo segreto non fu ufficialmente comunicato al governo britannico fino al 16 gennaio 1834, ma di quel punto ne erano a conoscenza già diversi mesi prima.
Gli inglesi interpretarono il trattato e la sua clausola segreta poteva avere un impatto potenzialmente grande sulle loro relazioni con la Russia, l'Impero Ottomano e l'equilibrio di potere stabilito. Hale sostiene che Lord Palmerston si attivò "poiché credeva erroneamente che la clausola segreta [del trattato] avesse dato alle navi da guerra russe il libero passaggio attraverso lo stretto". Inoltre, Palmerston e il resto del governo britannico videro che "mentre i vantaggi immediati del trattato erano lievi, il "potenziale vantaggio per la Russia" era molto grande, in quanto "abituando la Porta alla posizione di vassallo" la Russia aveva "preparato la strada per una ripetizione della spedizione del 1833". Si temeva che questo effetto potenziale per un futuro intervento russo nell'impero ottomano avrebbe minacciato i collegamenti britannici con l'India e il commercio nel Vicino Oriente nel suo complesso, anche se, come afferma Bailey, "la preoccupazione immediata del ministro degli Esteri, tuttavia, era il problema degli Stretti [turchi].” Questa interpretazione del trattato avrebbe modellato la politica estera britannica nei confronti dell'Impero Ottomano per i decenni a venire.

## Conseguenze del Trattato
Secondo Bailey, la firma del Trattato di Hünkâr İskelesi fu ciò che risvegliò completamente la Gran Bretagna dall "importanza della posizione geografica, politica ed economica dell'Impero Ottomano in Europa". Nel breve termine, gli inglesi protestarono contro il trattato, sostenendo che violava il Trattato anglo-ottomano del 1809, che stabiliva i termini secondo cui a nessuna nave da guerra straniera sarebbe stato permesso di entrare nello stretto. La loro protesta formale concluse che "se le clausole di quel trattato (Unkiar Skelessi) dovessero in seguito portare all'interferenza armata della Russia negli affari interni della Turchia, il governo britannico si terrà libero di agire in tale occasione, in qualsiasi modo che le circostanze del momento possano richiederlo" Anche i francesi rilasciarono una dichiarazione simile riguardo alle loro preoccupazioni per una possibile interferenza militare russa. Queste due dichiarazioni furono indicative di quanto seriamente i termini del trattato fossero presi in considerazione dalle potenze occidentali.
Nel più lungo termine, gli inglesi si convinsero della necessità di un approccio diverso e si impegnarono in una politica secondo cui "l'Impero Ottomano doveva essere preservato, sostenuto, riformato e rafforzato". Da quel momento in poi, gli inglesi, sotto la guida di Palmerston, intrapresero una serie di azioni per attuare questa nuova politica nei confronti dell'Impero Ottomano che andavano dall'aumento del commercio con gli ottomani al rafforzamento della flotta britannica nel Levante e dalle le offerte di missioni sia militari che navali a Mahmud II sia per aiutare il Sultano contro le minacce di ulteriori azioni militari di Mehmed Ali, sia "come gesto per riparare la Gran Bretagna dall'abbandono."[23]
Anche se la Gran Bretagna assunse un ruolo più attivo, non fu l'unica potenza europea ad interessarsi all'Impero Ottomano come risultato di questo trattato. Non molto tempo dopo la firma del trattato, l'Austria e la Prussia si unirono alla Russia nella Convenzione di Münchengrätz del 18 settembre 1833, che impegnava le Potenze a opporsi a un'ulteriore espansione di Mehmed Ali e a "mantenere l'integrità ottomana". Nel luglio 1840 si formò una coalizione più ampia che includeva la Gran Bretagna, Austria, Prussia e Russia, che acconsentirono a proteggere il governo del Sultano contro Mehmed Ali; questo accordo, noto come Convenzione di Londra (1840), richiedeva anche che gli Ottomani dichiarassero che lo stretto sarebbe stato chiuso a tutte le navi da guerra non ottomane in tempo di pace. Anche il sostegno europeo, in particolare quello britannico, contribuì alla sottomissione finale di Mehmet Ali; in un accordo firmato nel giugno 1841, egli accettò la limitazione del suo esercito in cambio di garanzie in qualità di governatore ereditario dell'Egitto per la sua famiglia. Ciò segnò "l'emergere della Gran Bretagna come un giocatore più attivo nel gioco di potere del Vicino Oriente, e il principale alleato dell'Impero Ottomano per i prossimi 37 anni." Pertanto, il Trattato di Hünkâr İskelesi ebbe effetti di lunga durata sul futuro dell'Impero Ottomano, e soprattutto sulle prospettive europee verso il suo futuro.

## Fine del Trattato
Sulla fine del trattato, la Convenzione di Londra (1840) fu un primo grande passo poiché costrinse gli ottomani a mantenere lo stretto chiuso a tutte le navi da guerra non ottomane in tempo di pace. Ciò contribuì a placare la paura britannica che il Trattato di Unkiar Skelessi avesse effettivamente concesso alla flotta russa il libero passaggio attraverso lo stretto e nel Mediterraneo. Un altro passo verso l'annullamento del trattato avvenne nella forma della Convenzione di Londra sugli Stretti l'anno successivo. Questo accordo impedì a tutte le navi da guerra di entrare nello stretto, tranne quelle degli alleati del Sultano in tempo di guerra. Anche se può sembrare che tale accordo non abbia inciso molto, è importante ricordare che in quel momento la Gran Bretagna era uno degli alleati del Sultano. Pertanto, ciò avrebbe consentito alla flotta britannica di entrare nello stretto in tempo di guerra, eliminando il diritto esclusivo percepito dei russi di farlo. A tal punto, l'aspetto più importante del trattato fu effettivamente eliminato. Le relazioni russo-ottomane continuarono a deteriorarsi nel decennio successivo e, sebbene non sia chiaro quando il Trattato di Hünkâr İskelesi fu completamente invalidato, si può affermare con certezza che l'avvio della guerra di Crimea significò la fine di una qualsiasi alleanza potenziale russo-ottomana stabilita nel trattato.